# Poecilopsis proxima
Poecilopsis proxima là một loài bướm đêm trong họ Geometridae.